# Кардилло, Роберт
Роберт Кардилло (англ. Robert Cardillo) — американский государственный деятель, директор Национального агентства геопространственной разведки в 2014—2019 годах.

## Биография
Получил степень бакалавра искусств в Корнеллском университете в 1983 году и степень магистра в области исследований национальной безопасности в Джорджтаунском университете в 1988 году. Выпускник программы Гарвардского университета для руководителей высшего звена в правительстве. Удостоен ряда наград за гражданскую службу.
Начал карьеру в Национальном агентстве геопространственной разведки в 1983 году в качестве аналитика изображений, после чего служил в различных организациях разведывательного сообщества США. В мае 2000 года, оставаясь гражданским лицом, получил должность в военной разведке США, соответствующую генеральскому званию. Занимал также должности заместителя директора разведывательного управления министерства обороны по анализу данных и руководителя Директората анализов и продукции Национального агентства геопространственной разведки (NGA).
В 2009 году был исполняющим обязанности руководителя Разведывательного Директората Объединенного комитета начальников штабов.
В сентябре 2010 года по представлению Директора национальной разведки Джеймса Клеппера занял должность первого заместителя Директора национальной разведки. Клеппер отметил в этой связи, что назначение Кардилло будет способствовать улучшению обмена информацией и сотрудничеству между подразделениями, которые собирают информацию, и теми, которые её анализируют.
С октября 2014 по февраль 2019 был директором Национального агентства геопространственной разведки.